# Fernand de Fonscolombe
Hippolyte Fernand Boyer de Fonscolombe-La Môle (né le 4 février 1841 à Marseille, décédé le 18 janvier 1914 à Paris), appelé le baron de Fonscolombe, est le doyen du service d’honneur de Mgr le duc d’Orléans, prétendant au trône de France.
Épitaphe sur sa tombe, à Aix-en-Provence (cimetière Saint-Pierre) : « Il a servi Dieu, la France et son Roi ».

## Biographie
Fils cadet d'Emmanuel de Fonscolombe, baron de la Môle, de la famille Boyer de Fonscolombe, originaire d'Aix-en-Provence. 
Éclaireur aux zouaves pontificaux à Rome (vers 1865-70), puis à la « légion de l’Ouest » en France (guerre de 1870-71), sous les ordres de son ami le général Athanase de Charette de la Contrie.
Établi à la bastide de la Guillermy, aux Aygalades, près de Marseille, il fit preuve de courage et de dévouement durant l’épidémie de choléra de Marseille (juin à octobre 1884). C’est à cette occasion qu’il fut présenté au duc de Chartres, à qui il fit visiter la ville sinistrée, en compagnie de son cousin le marquis de Saporta. Il devint un ami intime de ce prince. Dès lors il s’attacha à la maison d’Orléans et devait rester trente ans à son service. Membre du service d’honneur du comte de Paris (+ 1893), puis de celui du duc d’Orléans - Philippe d'Orléans (1869-1926) -, dont il mourut doyen.
Marié le 16 décembre 1884, à Marseille, à Marie (Emilie) Pascal (1850 + 1933), veuve du vicomte Georges Roussel de Courcy (+ 1874), fille d’Albert Pascal, banquier à Marseille et bibliophile, et petite-fille de Pierre Pascal II. Son fils, Guy, est mort pour la France en 1916 ; sa fille, Françoise, épouse en 1913 Eugène Dubern (petit-fils du général Eugène Dubern), créé comte romain par le Pape Pie X à l'occasion de ce mariage.
Après l’exil du comte de Paris et du duc d’Orléans, en 1886, le baron de Fonscolombe allait tous les ans un ou deux mois auprès d’eux, en Angleterre, à Wood Norton, ou en Espagne, à Villamanrique (Andalousie). Les autres membres du service d’honneur étaient notamment le duc de Luynes, le duc de Lorges, le comte de Gramont (Alfred de Gramont), le comte de Sabran et le comte de Gontaut-Biron.
En 1888, le baron et la baronne de Fonscolombe s'établirent à Paris, achetant un hôtel particulier 25 rue Saint-Dominique.
Fin octobre 1896, ils assistèrent à Vienne au mariage du duc d’Orléans avec l’archiduchesse Dorothée d’Autriche.
Le baron de Fonscolombe accompagnait le duc d’Orléans dans ses séjours à travers l’Europe : en Sicile, en Bulgarie (chez son cousin le tsar), au Portugal (chez la reine Amélie, sa sœur aînée), à Turin (chez la duchesse d’Aoste, Hélène, autre sœur du prince), en Hongrie, au château d’Alcsuth, résidence de campagne des Habsbourg. 
Fin février 1899, immédiatement après que le duc d’Orléans ait prononcé à Sanremo un discours nationaliste et antisémite, le baron de Fonscolombe marqua sa désapprobation de ces propos en invitant ostensiblement à dîner plusieurs amis juifs. Fonscolombe était en effet sur la même ligne politique que le duc de Chartres ou qu'Alfred de Gramont, qui désapprouvaient les dérives du « nationalisme intégral ». 
Le 1er février 1906, en tête des fidèles de la basilique Sainte-Clotilde, le baron de Fonscolombe s’opposa à l’inventaire de sa paroisse par les forces de l’ordre. Il fut arrêté et condamné à une peine de deux mois de prison, qu’il effectua à la prison de la Santé.
Le baron de Fonscolombe mourut le 18 janvier 1914, en son hôtel de la rue Saint-Dominique. À la nouvelle de sa mort, le duc d’Orléans adressa à la baronne de Fonscolombe le télégramme suivant : « Apprends avec le plus profond chagrin la mort de l’ami très fidèle et du serviteur si dévoué que j’aimais de tout mon cœur. Partageant votre douleur, je prie Dieu pour qu’il vous donne la force et le courage de supporter cette si cruelle épreuve. (...) Baise-main affectionné et dévoué. Philippe. »

## Décorations
- Commandeur de l’ordre de Saint-Grégoire-le-Grand à titre militaire (Saint-Siège)
- Commandeur de l’Ordre d'Isabelle la Catholique (Espagne)
- Commandeur de l’ordre du Christ (Portugal)
- Grand officier de l’ordre du Mérite (Bulgarie), à titre diplomatique
- Médaille de la ville de Marseille pour son action pendant l’épidémie de choléra de 1884

## Sources
- Étienne Boislandry Dubern, Gentry (tome 2, ascendance de Françoise de Fonscolombe, 1885 + 1980, comtesse Dubern), 2000.
- Éric Mension-Rigau, L'ami du prince. Journal inédit d'Alfred de Gramont (1892-1915), Fayard, 2011, 720 p.